# سینت جوزف، شهرستان فلوید، ایندیانا
سینت جوزف (به انگلیسی: Saint Joseph) یک منطقهٔ مسکونی در ایالات متحده آمریکا است که در شهرستان فلوید، ایندیانا واقع شده‌است. سینت جوزف ۱۷۱٫۹۱ متر بالاتر از سطح دریا واقع شده‌است.